# Klaus J. Beckmann
Klaus J. Beckmann (vollständiger Name: Klaus Joachim Beckmann, * 1948 in Plauen) ist ein deutscher Stadt- und Verkehrsplaner. Er war von 2006 bis 2013 Institutsleiter des Deutschen Instituts für Urbanistik in Berlin.
Nach dem Studium des Bauingenieurwesens an der Technischen Universität Braunschweig promovierte er dort 1983 zum Dr.-Ing. Nach der Promotion absolvierte er zunächst eine Referendarzeit für den höheren bautechnischen Verwaltungsdienst. 1985 erhielt er einen Ruf an die Universität Karlsruhe für das Lehr- und Forschungsgebiet Kommunale Infrastrukturplanung. 1990 wechselte er als Technischer Beigeordneter nach Braunschweig.
1996 wurde Beckmann als Professor und Institutsleiter an das Institut für Stadtbauwesen und Stadtverkehr der RWTH Aachen berufen. Er ist seit 1998 Mitglied und seit 2000 Vorsitzender des Beirates für Raumordnung sowie seit 1997 Mitglied des Wissenschaftlichen Beirats für Verkehr des Bundesministeriums für Verkehr, Bau und Stadtentwicklung. Im August 2006 wurde er zum Leiter des Deutschen Instituts für Urbanistik gewählt, im Oktober 2006 trat er in dieser Funktion die Nachfolge von Heinrich Mäding an. Ende Oktober 2013 ging Beckmann in Ruhestand. Sein Nachfolger wurde der frühere Leipziger Bürgermeister und Beigeordnete für Stadtentwicklung und Bau, Martin zur Nedden.
Beckmann war 2013 bis 2014 Präsident der Akademie für Raumforschung und Landesplanung.
Beckmann ist Mitglied der Deutschen Akademie der Technikwissenschaften (Acatech).

## Veröffentlichungen (Auswahl)
- mit Hadia Köhler und Jens Libbe: Infrastruktur und Stadtentwicklung. Technische und soziale Infrastrukturen – Herausforderungen und Handlungsoptionen für Infrastruktur- und Stadtplanung. Difu, Berlin 2010, ISBN 978-3-88118-483-0.
- Klaus J. Beckmann: Jetzt auch noch resilient? Anforderungen an die Krisenfestigkeit der Städte. difu-Impulse 4, Deutsches Institut für Urbanistik, Berlin 2013.